# Плоскочерепная полёвка
Плоскочерепная полёвка (лат. Alticola strelzowi) — вид грызунов из рода скальных полёвок (Alticola). Встречается в Восточной Азии от Алтая на юге России и северо-западе Монголии, а также в восточном Казахстане к северу от китайского Синьцзяна.

## Систематика
Плоскочерепная полёвка рассматривается как самостоятельный вид в пределах рода скальных полевок (Alticola). Этот вид выделяют в отдельный монотипический подрод Platycranius. Вид был описан в 1899 году профессором Томского университета Н. Ф. Кащенко по экземплярам с озера Теньга.

## Описание
Длина тела плоскочерепной полёвки достигает  от 10,4 до 13,5 сантиметров, при этом  хвост длиной от 3,3 до 4,7 сантиметра. Длина задней стопы от 19 до 22 миллиметров, длина ушной раковины от 14,5 до 26 миллиметров. Окраска спины разнообразная, но обычно серовато-коричневая. Брюшко беловато-серое. Хвост сравнительно длинный и обычно белый, иногда сверху буровато-белый. Верх стопы белый.
Череп очень плоский и имеет общую длину от 25,0 до 30,0 миллиметров. Ширина черепа больше высоты.

## Ареал
Плоскочерепная полёвка встречается в Восточной Азии от Алтая на юге России и северо-западе Монголии, а также в Восточном Казахстане к северу от китайской автономной области Синьцзян. Обитает на высотах от 400 до 3000 метров.

## Образ жизни
Плоскочерепная полёвка населяет в основном на каменистых и каменистых участках и в эродированных скальных участках с узкими расщелинами и пещерами. У входа в свои убежища, которые находятся в трещинах скал, эти полевки строят заграждение из груд камешков и растительного материала. Они ведут дневной образ жизни и питаются в основном зелёными частями растений. В расщелинах скал зверьки устраивают хранилища для запасов сена перед зимой. 
В течение сезона размножения самки в Китае могут иметь три помета, и были зарегистрированы самки с 7–11 эмбрионами. В более северных районах ареала есть два помета по 5-7 молодняка в каждом.

## Статус, угрозы и охрана
Плоскочерепная полёвка классифицируется Международным союзом охраны природы и природных ресурсов (МСОП) как вызывающая наименьшее беспокойство. Это оправдано очень большой ареалом и предполагаемой большой численностью этого вида.  Информация о численности популяции отсутствует; нет известных рисков, которые могли бы создать угрозы для численности в пределах ареала вида.